# Ribniško selo
Ribniško selo (včasih imenovano tudi Ribniško naselje) je urbanizirano naselje v Mestni občini Maribor. Nahaja se severno od mestnega parka v neposredni bližini Treh ribnikov, po katerih je tudi poimenovano. Ribniško selo je opredeljeno je kot naselje mestnih območij, v njem pa živi nekaj več kot 300 prebivalcev. 

## Zgodovina
Pred drugo svetovno vojno je bilo Ribniško selo vas, katera se je imenovala Pri treh ribnikih, in je bila do leta 1952 del naselja Počehova. Ribniškoselski kmetje so se na lapornatih tleh ukvarjali predvsem z živinorejo in poljedelstvom, pri čemer so imeli njive in travnike na severnem koncu vasi. V 60. letih dvajsetega stoletja je naselje zelo hitro izgubilo kmečki videz, saj so se v kraju začele graditi številne enodružinske hiše prebivalcev, ki so bili zaposleni v Mariboru. Število individualnih hiš se je povečalo na približno 150, od kmetij pa v naselju deluje le še Kašmanova ovčerejska kmetija.
V 80. letih prejšnjega stoletja je bilo celostno urejeno območje Treh ribnikov od nekdanje čolnarne naprej proti severozahodu. S podaljšanjem promenade v parku ter delno ureditvijo območja ob tretjem ribniku je bil Mestni park podaljšan do Ribniškega sela, s čimer je bilo naselje vključeno v parkovno okolje. Za projekt ureditve treh ribnikov so leta 1988 prejeli Plečnikovo nagrado Borut Pečenko, Tom Pirkmajer, Jože Požauko in Niko Stare. Strelišče, ki se je nahajalo v bližini četrtega ribnika je bilo po prenovi ukinjeno.
V času zavezniškega bombandiranja je okupator v bližini Ribniškega sela zgradil dva zaklonišča. Prvo je bilo zgrajeno na zahodni strani Piramide, kakih 50 metrov od objekta nekdanje čolnarne (z dvema vhodoma oz. izhodoma). To je danes popolnoma zasuto, pobočje pa je zaraslo z grmičevjem in drevesi, in niso več vidne sledi o njem. Na nasprotni strani ribnika, slabih sto metrov od gostišča Pri treh ribnikih proti severu, pa so še nekoliko vidni sledovi votlin (vhodov) v zaklonišče.

## Geografija
Primestno gručasto naselje leži v skrajnem zahodnem delu Slovenskih goric v razširjenem delu dolinice Triribniškega potoka med gričema Kalvarija (375 m) in Piramida (386 m), s katerih je viden razgled na Maribor in okolico. Na severu se nahaja vrh Samotni bor (426 m), kateri leži na meji z naseljem Vinarje. Na zahodnem delu Ribniško selo meji na naselje Za Kalvarijo, na vzhodu na Počehovo, med tem ko na jugu na Mestni park, kateri se delno že nahaja v Mestni četrti Center. 

## Naravna in kulturna dediščina

### Trije ribniki
Trije ribniki so del Mestnega mariborskega parka in so priljubljena sprehajalna in rekreacijska točka domačinov in drugih obiskovalcev.  V preteklosti so bili trije ribniki vodni rezervat, iz katerega se je po potrebi napajal mestni obrambni jarek. Danes so ribniki umetno narejena jezera, ki se polnijo z vodo iz bližnjih potokov. Sprehajalcem so na razpolago številne krožno speljane sprehajalne poti in urejena nabrežja. Ribniki predstavlja dom mnogim vodnim pticam, vidimo lahko tudi race, labode in želve. V 80. letih dvajsetega stoletja je bilo območje preurejeno kot park, ki je povezal mestni park in gričevnato pokrajino Slovenskih goric. Njegovo ureditev lahko opredelimo v slog angleškega krajinskega vrta.
Ob prvem ribniku se nahajajo ohranjeni in obnovljeni ostanki nekdanje čolnarne in vodomet, katerega glavni namen je  prezračevanje stoječe vode ribnikov, na drugem ribniku je umetni otok namenjen gnezdenju rac in labodov, medtem ko je tretji, katerega je v 19. stoletju dal izkopati baron Twickl, najtoplejši in pozimi zmrzne le občasno. Obstaja še četrti ribnik, ki je nekoliko odmaknjen in se nahaja severovzhodno ob bivšem strelišču. Namenjen je športnemu ribolovu iz njega pa se pravtako po dveh kanalih steka voda v preostale tri ribnike.

### Rozalijina kapela
Rozalijino kapelo so zgradili mariborski frančiškani leta 1679. Stoji na koncu doline za tremi ribniki, pod vrhom grebena Samotnega bora (426 m) med Ribniškim selom in Vinarji. Kapela ima triosminski zaključek in zvonik nad vzhodno fasado, nad pravokotnim portalom pa je preklada prvotnega portala z letnico 1679. V njej je dragocen oltar, delo slikarja D. Hauckla iz leta 1707. V kapeli je prostora za 20 ljudi, v njej pa so potekale maše za okoliška naselja Ribniško selo, Vinarje in Rošpoh. V novejšem času v njej poteka blagoslovjenje jedi ob veliki noči. Kapela je od leta 1992 vpisana v register nepremične kulturne dediščine kot sakralna stavbna dediščina.

### Samotni bor
Samotni bor (426 m) je najvišji izmed štirih mariborskih primestnih hribov in se nahaja neposredno nad Ribniškim selom. Zaradi svoje bližine mestu, je postal sprehajalna in rekracijska pot za številne Mariborčane. Vrh ki se nahaja na meji z naseljem Vinarje je poraščen z gozdom, z zahodne in južne strani je dokaj visoko poseljen, medtem ko se na vzhodnem delu nahajajo vinogradi. Vrh je neoznačen, zaradi poraščenosti pa razgledov ne omogoča. 
Najbolj tradicionalen dostop je iz smeri Ribniškega sela, katerega hiše segajo visoko proti vrhu. Nekaj deset metrov pod vrhom se nahaja Rozalijina kapela. 

## Ulice
V Ribniškem selu se nahaja naslednjih sedem ulic:

- Za tremi ribniki; glavna ulica ki vodi iz centra Maribora, mimo mestnega parka naprej proti Vinarju, Rošpohu in Kamnici,
- Na grebenu,
- Na vrh,
- Sprehajalna pot,
- Terčeva ulica,
- V drago,
- Vezna pot.

## Upravni položaj
Celotno območje Ribniškega sela je od leta 1965 do leta 1979 spadalo v Krajevno skupnost Ob parku. 11. marca 1979 je potekal referendum o ustanovitvi novih krajevnih skupnosti na območju KS Ob parku. Krajani so se takrat odločili ustanoviti samostojno krajevno skupnost, ki so jo poimenovali Za Tremi ribniki, po glavni znamenitosti naselja. KS je poleg območja Ribniškega sela obsegala še naselje Vinarje, delovala pa je v okviru tedanje Občine Maribor-Rotovž. Sedež KS se je nahajal v Domu krajanov ob Sprehajalni poti 6 v Ribniškem selu. Leta 1996 je bila KS Za Tremi ribniki z Odlokom o razdelitvi Mestne občine Maribor na mestne četrti in krajevne skupnosti ukinjena in pridružena območju mariborske Mestne četrti Center.
Danes po zemljiški razmejitvi spada Ribniško selo v katastrsko občino Krčevina, upravno pa v Mestno četrt Center v Mestni občini Maribor. Območje celotnega Ribniškega sela je vključeno v Župnijo Maribor – Sv. Marija.

## Prebivalstvo
Število prebivalcev je najhitreje naraščalo v 60. letih dvajsetega stoletja, ko se je na nekdanjih kmetijskih zemljiščih začela gradnja stanovanjskih hiš. Gibanje števila prebivalcev v zadnjih letih prikazuje spodnja tabela.
| Leto | Število prebivalcev |
| ---- | ------------------- |
| 2008 | 287                 |
| 2015 | 280                 |
| 2019 | 313                 |

## Znani prebivalci
- Janko Belak (*1946), ekonomist in univerzitetni profesor na Ekonomsko-poslovni fakulteti v Mariboru,
- Boštjan Brešar (*1968), matematik in univerzitetni profesor na Fakulteti za naravoslovje in matematiko v Mariboru,
- Ljubo Črepinšek (1936–2023), fizik in univerzitetni profesor na nekdanji Tehniški fakulteti v Mariboru,
- Miroslava Geč Korošec (1939–2002), pravnica, univerzitetna profesorica na Pravni fakulteti v Mariboru in sodnica Ustavnega sodišča Republike Slovenije.
- Rudi Moge (*1944), matematik, politik, poslanec Državnega zbora Republike Slovenije in nekdanji ravnatelj Prve gimnazije v Mariboru.